# Aneura
Aneura là một chi rêu trong họ Aneuraceae.